# Штеттлер, Эдуард
Эдуард Штеттлер (нем. Eduard Stettler, 1880—1940) — швейцарский юрист и деятель международного эсперанто-движения.

## Биография
Родился в Берне, происходил из старинного рода швейцарской знати, получил юридическое образование. Язык эсперанто изучил в 1908 году, и в 1909 году присоединился к работе Всемирной ассоциации эсперанто (UEA), в 1911 году стал заместителем директора UEA (эту должность в то время занимал Хектор Ходлер) и занимал эту должность до 1919 года. Как юрист, он видел уязвимые места в организации международного эсперанто-движения и писал многочисленные статьи по этим вопросам. В 1919—1920 годах был директором, а в 1920—1924 годах — президентом UEA. В 1924 году оставил пост президента из-за тяжёлой болезни, и был избран почетным президентом UEA. Вновь избран президентом UEA в 1928 году и занимал этот пост до 1934 года. В 1934 году на 26-м всемирном конгрессе эсперантистов в Стокгольме ушёл в отставку в знак протеста против неизбрания ряда его коллег в новый состав комитетов Ассоциации. Дважды избирался президентом швейцарской ассоциации эсперантистов. Разработал Уставы UEA 1920 и 1934 годов, автор биографии Х. Ходлера, ряда литературных переводов и большого количества статей в журнале Esperanto.
Умер в Берне в 1940 году.